# فورونيزه (سومسكا)
فورونيزه (Вороніж) هي مدينة في مقاطعة سومسكا في  أوكرانيا. وتقع على ضفاف نهر أوسوتا، أحد روافد ديسنا اليسرى، في المستجمع المائي لنهر دنبر. تنتمي فورونيزه إلى هرمودا شوستكا الحضرية، إحدى هرمودا أوكرانيا. وعدد السكان: 6,560 نسمة (تقديرات عام 2022).